# Bloodshy & Avant
Bloodshy and Avant — это шведский дуэт авторов песен и продюсеров, состоящих из музыкальных продюсеров и авторов песен из Швеции - Кристиан Карлссон и Понтус Винберг. Дуэт работал со многими популярными артистами, включая Мадонну, Кайли Миноуг, Дженнифер Лопес, Kelis, Кристину Милиан, Рэйчел Стивенс, и, что наиболее известно, Бритни Спирс.
Их самой успешной работой стал сингл «Toxic», который получил награду «Грэмми» за лучшую танцевальную запись в 2005 и стал одним из самых продаваемых синглов в Великобритании. В знак признания их успеха они получили награду Американского общества композиторов, авторов и публикаторов в 2004 и 2005 годах.